# O Patriota (filme de 2000)
O Patriota (em inglês:  The Patriot) é um filme de guerra épico de ficção histórica estadunidense lançado em 2000, dirigido por Roland Emmerich, escrito por Robert Rodat, estrelado por Mel Gibson, Chris Cooper, Heath Ledger e Jason Isaacs. O filme se passa basicamente no interior do condado de Berkeley, na Carolina do Sul, e descreve a história de um colonizador americano, nominalmente leal à coroa britânica, que se envolve na Guerra de Independência dos Estados Unidos. Benjamin Martin é uma figura composta que Rodat afirmou ser baseada em quatro figuras factuais da Guerra de Independência: Andrew Pickens, Francis Marion, Daniel Morgan e Thomas Sumter.
O filme se passa durante os eventos do teatro de operações do sul do país durante a guerra revolucionária. O longa gerou controvérsia sobre seu retrato fictício de figuras e atrocidades históricas britânicas, especialmente com a infame cena da igreja em chamas, da qual não há registro histórico ou escrito. O crítico Roger Ebert escreveu "Nada disso tem muito a ver com a realidade histórica da Guerra de Independência".

## Enredo
Durante a Revolução Americana em 1775, Benjamin Martin, um veterano da Guerra Franco-Indígena e viúvo com sete filhos, é chamado a Charleston para votar na Assembléia Geral da Carolina do Sul uma taxa que apóia o Exército Continental. Temendo guerra contra a Grã-Bretanha, Benjamin se abstém; no entanto, a votação é aprovada e, contra a vontade de seu pai, o filho mais velho de Benjamin, Gabriel, se junta às tropas continentais.
Dois anos depois, Charleston é cercada pelos britânicos e Gabriel ferido volta para casa carregando despachos. Os Martins cuidam de britânicos e americanos feridos de uma batalha nas proximidades, antes que os dragões britânicos, liderados pelo coronel William Tavington, cheguem, capturem Gabriel com a intenção de enforcá-lo como espião e capturem homens e mulheres livres afro-americanos que trabalham terra de Benjamin; quando o segundo filho de Benjamin, Thomas, tenta libertar Gabriel, ele é baleado e morto por Tavington, que ordena que a casa dos Martins seja queimada e os americanos feridos sejam executados.
Após a saída dos britânicos, Benjamin dá rifles para seus próximos dois filhos mais velhos e eles emboscam a unidade britânica que escolta o prisioneiro Gabriel; Benjamin habil e brutalmente, mata muitos soldados com seu machado de guerra, libertando Gabriel. Um sobrevivente britânico conta a Tavington sobre o ataque, ganhando a Benjamin o apelido de "Fantasma". Gabriel decide se juntar ao exército continental e Benjamin logo o segue, deixando os filhos mais novos sob os cuidados da cunhada de Benjamin, Charlotte.
Benjamin conhece seu ex-comandante, coronel Harry Burwell, que o torna coronel da milícia colonial local devido à sua experiência de combate e também coloca Gabriel sob o comando de Benjamin. Benjamin tem a tarefa de manter os regimentos de Lorde Cornwallis presos ao sul através da guerra de guerrilhas. O major francês Jean Villeneuve ajuda a treinar as milícias e promete mais ajuda francesa.
Gabriel pergunta por que Villeneuve e outros frequentemente mencionam o papel de Benjamin em algo chamado "Fort Wilderness". Benjamin, hesitando em responder à pergunta até agora, finalmente conta a história ao filho: Benjamin estava lutando no exército britânico em uma guerra anterior, quando ele e vários outros soldados descobriram uma atrocidade francesa em um forte que Benjamin e seus companheiros estavam tentando reforçar; numa fúria teutônica, Benjamin e seus companheiros alcançaram os franceses em Fort Wilderness, onde Benjamin e sua unidade literalmente separaram os soldados franceses defensores lentamente. Benjamin revela que ele tem sido assombrado pela culpa desde então.
A milícia de Benjamin assedia as linhas de suprimento britânicas, até mesmo capturando alguns dos pertences pessoais de Cornwallis e seus dois grandes dinamarqueses, além de queimar metade das pontes e balsas que levam a Charleston. Lord Cornwallis culpa Tavington por criar essa reação com suas táticas brutais. No entanto, irritado com a falta de progresso e insultado pelo estratagema inteligente de Benjamin para libertar parte da milícia capturada, Cornwallis relutantemente permite que Tavington pare Benjamin por todos os meios necessários.
Com a ajuda relutante do capitão legalista Wilkins, Tavington descobre as identidades de alguns membros da milícia e ataca suas famílias e queima suas casas. A família de Benjamin foge da plantação de Charlotte, pois é queimada para viver em um assentamento da Gullah com ex-escravos negros. Lá, Gabriel se casa com sua noiva, Anne. A brigada de Tavington cavalga para a cidade que abastece a milícia. Ele reúne todas as pessoas da cidade, incluindo Anne, na igreja, prometendo liberdade em troca do paradeiro dos rebeldes. Depois que a localização é dada, ele tem as portas barricadas e ordena que a igreja seja queimada, matando a todos trancados dentro dela. Quando descobrem a tragédia, Gabriel e vários outros correm para atacar o acampamento de Tavington. Na batalha que se segue, Gabriel atira em Tavington, mas Tavington fere mortalmente Gabriel antes de fugir. Benjamin chega logo depois, apenas para ver mais um filho seu morto em seus braços.
Benjamin lamenta e hesita em seu compromisso de continuar lutando, mas é resolvido quando se lembra da dedicação de seu filho à causa ao encontrar uma bandeira americana que ele reparou. A milícia de Martin, junto com um regimento maior do Exército Continental, enfrenta o regimento de Cornwallis em uma batalha decisiva na Batalha de Cowpens. Os britânicos parecem ter vantagem até Benjamin reunir as tropas contra suas linhas e Tavington correr para atacá-lo. Os dois lutam e Tavington ganha a vantagem, entregando várias feridas a Benjamin. Benjamin cai de joelhos e Tavington se prepara para dar o golpe de misericórdia. No último segundo, Benjamin evita o ataque e esfaqueia Tavington até a morte, vingando a morte de seus filhos. A batalha resulta em uma vitória continental e as tropas de Cornwallis se retiram do local.
Depois de muitos retiros, Cornwallis é sitiado em Yorktown, Virgínia, onde se entrega ao Exército Continental circundante e à tão esperada força naval francesa. Depois que o conflito termina, Benjamin retorna com sua família, com Charlotte carregando seu novo bebê e descobre seus soldados da milícia reconstruindo sua fazenda na antiga estrada da cidade.

## Elenco
- Mel Gibson — Benjamin Martin
- Heath Ledger — Gabriel Martin
- Joely Richardson — Charlotte Selton
- Jason Isaacs — coronel William Tavington
- Chris Cooper — coronel Harry Burwell
- Tchéky Karyo —  Jean Villeneuve
- Rene Auberjonois — Reverendo Oliver
- Lisa Brenner — Anne Howard
- Tom Wilkinson — general Lord Charles Cornwallis
- Donal Logue — Dan Scott
- Leon Rippy — John Billings
- Adam Baldwin — capitão Wilkins
- Jay Arlen Jones — Occam
- Joey D. Vieira — Peter Howard
- Trevor Morgan - Nathan Martin
- Logan Lerman — William Martin

## Produção
Orçamento
Para atuar em O Patriota, Mel Gibson recebeu um cachê de 25 milhões de dólares, se tornando o primeiro ator da história a receber esta quantia por um único filme.
Elenco e equipe
As filmagens de O Patriota exigiram 63 atores principais, 95 dublês e 400 extras.
Mudanças no roteiro
O roteiro original dizia que o personagem de Mel Gibson, Benjamin Martin, teria seis filhos. Entretanto, durante as filmagens de O Patriota o próprio Mel Gibson teve seu sétimo filho. Deste modo, o diretor, em homenagem a Gibson, resolveu que Martin também teria sete filhos no filme.

## Contexto histórico
O enredo se desenrola no período dessa guerra iniciada pelas treze colônias estadunidenses insatisfeitas com as imposições econômicas da metrópole inglesa. Tal insatisfação partia da burguesia colonial que se via pressionada após a Guerra dos Sete Anos. Dessa forma, era verossímil que um fazendeiro como Benjamim Martin se recusasse, a princípio, a participar de uma guerra que não lhe atingia diretamente. Assim como nessa questão, o filme é repleto de detalhes históricos envoltos por uma história fictícia, feita para dar corpo a fatos importantes da história estadunidense. Ao fim dessa guerra vitoriosa, os Estados Unidos se tornaram a primeira nação das Américas a ser independente política e economicamente e a terem uma constituição própria.

### Historicidade
Durante a fase de pré-produção e nas filmagens, Emmerich e seu time tiveram a consultoria do Instituto Smithsoniano, para ajudar na autenticidade das vestimentas, armamentos, trajes e outros adereços. Além disso, o escritor Robert Rodat leu vários diários e cartas de colonos da época em preparação para o roteiro.
O produtor Mark Gordon afirmou: "embora estejamos contando uma história de ficção, o pano de fundo era uma história séria". Assim, alguns dos personagens e eventos resultantes foram compostos a partir de personagens e eventos reais que foram projetados para servir a narrativa ficcional sem perder a questão histórica. Rodat disse o seguinte sobre o personagem de Mel Gibson: "Benjamin Martin era um personagem amálgama de Thomas Sumter, Daniel Morgan, Andrew Pickens e Francis Marion, e um pouco de outros personagens históricos." Rodat também disse que o personagem William Tavington é "levemente baseado no coronel Banastre Tarleton, que era conhecido por sua brutalidade".
Mesmo assim, o filme foi duramente criticado por sua falta de autenticidade histórica dos eventos que retratou. O personagem de Mel Gibson no filme é baseado em Francis Marion, um militar americano da Carolina do Sul que liderou uma bem sucedida campanha de guerrilha contra os britânicos. Ao contrário do personagem de Gibson, Marion tinha uma reputação ruim para muitos, sendo um reconhecido líder militar eficiente, mas cruel, como um escravagista que maltratava seus escravos e estuprava mulheres indígenas. De acordo com o historiador Christopher Hibbert, era um fato conhecido que Marion cometeu diversas atrocidades durante a guerra. Historiadores como William Gilmore Simms e Hugh Rankin escreveram biografias detalhadas de Marion, o descrevendo como um "herói de guerra que tinha escravos e empregou uma guerra brutal contra os índios cherokees e usou suas experiências contra os franceses e britânicos posteriormente".
Durante a pré-produção do filme, os produtores debateram se o personagem Benjamin Martin deveria ter escravos, decidindo no final que ele não teria. Esta decisão foi duramente criticada. Spike Lee escreveu para o The Hollywood Reporter, acusando o filme de representar a escravidão como uma "censura da história". Lee afirmou que o filme tentou, de todas as formas, evitar o assunto da escravidão. Posteriormente, Gibson afirmou que não teria problemas no personagem Martin ser dono de escravos, dado o contexto histórico.
The Patriot também é considerado por alguns jornalistas e críticos como "propaganda americana". Enquanto o filme mostra os britânicos cometendo diversas atrocidades, os americanos são colocados sob uma luz mais positiva, onde os assuntos de raça e escravidão são ignorados, por exemplo. Uma outra questão, neste sentido, é o personagem do Coronel Tavington, interpretado por Jason Isaacs, o vilão da história. O personagem é baseado em Banastre Tarleton, um oficial da cavalaria britânica conhecido por ser extremamente cruel, ganhando o apelido de "O Açougueiro" pelos colonos americanos. Porém, historiadores modernos questionam se de fato Tarleton foi tão brutal quanto fora representado até então, com a percepção do "Massacre de Waxhaws" (que o tornou infame) podendo ser fruto de propaganda americana da época. No filme, Tavington é mostrado como um aristocrata pobre, mas na realidade Tarleton vinha de uma família mercantil rica de Liverpool.
Um dos momentos mais controversos do filme foi a infame cena onde o coronel Tavington ordena que uma igreja, cheia de civis, fosse queimada. Não existe provas que Tarleton ou qualquer outro militar britânico cometeram uma atrocidade parecida com essa. Crimes de guerra foram perpetrados por ambos os lados, mas não no ritmo ou quantidade representada no filme e não há evidencias que os ingleses cometeram mais atrocidades que os americanos. Muitos afirmaram que o diretor e o roteirista de The Patriot tentaram traçar um paralelo entre os britânicos e os nazistas alemães do século XX. Na realidade, muitos americanos lutaram pela Coroa Britânica e a guerra foi descrita como um conflito de vizinhos contra vizinhos, "irmãos contra irmãos", um ponto que é majoritariamente ignorado pelo filme.

## Recepção

### Comercial
O Patriota estreou em 3.061 salas de cinema no segundo lugar nacional, com US$ 22.413.710 no mercado interno no fim de semana de abertura, ficando um pouco aquém das expectativas (as previsões mostravam que o filme estrearia no primeiro lugar com cerca de US$ 25 milhões). O filme estreou atrás de The Perfect Storm da Warner Bros., que estreou em primeiro lugar com US$ 41.325.042. O filme saiu de cartaz em 16 de outubro de 2000 com US$ 113.330.342 no mercado interno, o que mal recuperou seu orçamento de US$ 110 milhões. Foi bem sucedido no exterior arrecadando US$ 101.964.000, com um total geral de US$ 215.294.342.

### Crítica
O Patriota recebeu críticas mornas dos críticos. O filme obteve uma classificação "Fresca" de 61% entre todos os críticos do Rotten Tomatoes, com base em 134 avaliações e com uma classificação média de 6,13/10, que observa que "pode ser divertido de assistir, mas depende muito de fórmula e melodrama".

## Prêmios e indicações
Oscar 2001 (EUA)
- Indicado nas categorias de melhor som, melhor trilha sonora original e melhor fotografia.

MTV Movie Awards 2001 (EUA)
- Indicado na categoria de melhor interpretação masculina (Mel Gibson)